# Франкенрода
Франкенрода (њем. Frankenroda) општина је у њемачкој савезној држави Тирингија. Једно је од 61 општинског средишта округа Вартбург. Према процјени из 2010. у општини је живјело 337 становника. Посједује регионалну шифру (AGS) 16063028.

## Географски и демографски подаци
Франкенрода се налази у савезној држави Тирингија у округу Вартбург. Општина се налази на надморској висини од 185 метара. Површина општине износи 7,0 km². У самом мјесту је, према процјени из 2010. године, живјело 337 становника. Просјечна густина становништва износи 48 становника/km².